# 神戸市開発管理事業団
財団法人神戸市開発管理事業団（こうべかいはつかんりじぎょうだん）は、兵庫県神戸市のスポーツ施設・商業施設・駐車場・公共施設、緑地・宅地などを運営管理をしていた財団法人である。2012年9月30日をもって解散し、2012年10月1日より株式会社神戸ニュータウン開発センターと経営統合して、株式会社OMこうべに名称変更した。
なお、1973年から実施してきたケーブルテレビ事業（こうべケーブルビジョン）については、2008年3月以降事業を縮小し、2010年3月末をもって完全撤退した（後述）。

## 沿革
- 1969年
  - 4月15日 - 設立
  - 5月14日 - かるもプール開設（レジャー事業開始）
- 1973年
  - 4月 - 高倉台近隣センター・高倉駐車場開設（商業施設・駐車場運営事業開始）
  - 6月 - 高倉CATV再送信開始（ケーブルテレビ事業開始）
- 1979年9月28日 - 名谷センタービル開設（ビル運営事業開始）
- 2008年2月29日 - ケーブルテレビ事業のうち、神戸市営地下鉄西神・山手線沿線（「西神・西神南ニュータウン」「神戸研究学園都市」「名谷」「高倉台団地」の4エリア）地域について、ケーブルネット神戸芦屋に譲渡
- 2010年3月31日 - ポートアイランド地区におけるケーブルテレビ事業をケーブルネット神戸芦屋に譲渡。これによりケーブルテレビ事業から完全撤退

## 主な管理施設

### 商業ビル
- ポートアイランドビル
- 神戸国際交流会館
- 神戸キメックセンタービル
- 西神センタービル
- 西区民センタービル
- 西神南センタービル
- ユニバープラザ
- 名谷センタービル
- 名谷北センター
- 名谷南センター
- 高倉台近隣センター
- おちあいプラザ
- 土池サブセンター
- かりばプラザ
- かすがプラザ
- たけのプラザ
- みかたプラザ

### スポーツ・レジャー施設
- 六甲アイランドテニススクエア
- 名谷テニスガーデン
- 西神南テニスガーデン
- 西神ニュータウンテニスガーデン
- 高塚ゴルフセンターなど
- かるもプール（2009年3月末閉鎖）

## ケーブルテレビ事業（こうべケーブルビジョン）
かつてのケーブルテレビ事業の施設の保守やメンテナンスは、旧ケーブルテレビ神戸（のちケーブルネット神戸芦屋を経てジェイコムウエスト）に委託。インターネットはZAQのサービスが提供されていた。
同事業団ではこのケーブルテレビ事業から撤退、他社に営業権を譲渡することが計画され、2006年に1回目の公募・入札が行われたが、新事業者が決定しなかった。2007年10月に2度目の公募・入札を行い、2008年2月29日を目途に神戸市営地下鉄西神・山手線沿線（須磨区と西区）地域における事業をケーブルネット神戸芦屋に事業譲渡することが決定した。これまでの旧ケーブルテレビ神戸との関係を考慮すると、ある意味で当然の成り行きとも言える。中央区のポートアイランド地区については2008年3月以降も同事業団がケーブルテレビ事業を継続していたが、2010年4月1日をもって同エリアもケーブルネット神戸芦屋へ譲受が発表され、ケーブルテレビ事業から撤退した。

### サービスエリア
- ポートアイランド（中央区）

### テレビ局
| アナログ | デジタル | 放送局                            |
| -------- | -------- | --------------------------------- |
| 1        | TV011    | NHK神戸総合                       |
| 2        |          | ウェザーニューズ                  |
| 3        | TV031    | サンテレビ                        |
| 4        | TV041    | 毎日放送                          |
| 5        |          | パブリックチャンネル              |
| 6        | TV061    | 朝日放送                          |
| 8        | TV081    | 関西テレビ                        |
| 9        |          | QVC                               |
| 10       | TV101    | よみうりテレビ                    |
| 11       | TV071    | テレビ大阪                        |
| 12       | TV021    | NHK大阪教育                       |
| 27       | 101      | NHKBS1                            |
|          | 103      | NHKBSプレミアム                   |
|          | 141      | BS日テレ                          |
|          | 151      | BS朝日                            |
|          | 161      | BS-i                              |
|          | 171      | BSジャパン                        |
|          | 181      | BSフジ                            |
| 52       | 191      | WOWOW                             |
|          | 200      | スター・チャンネルBS              |
| 20       |          | トゥーン・ディズニー              |
| 21       |          | ディズニー・チャンネル            |
| 22       |          | 放送大学テレビ                    |
| 23       |          | ムービープラス                    |
| 24       |          | MTV                               |
| 25       |          | ヒストリーチャンネル              |
| 26       |          | GAORA                             |
| 29       |          | 朝日ニュースター                  |
| 30       |          | CNNj                              |
| 31       |          | スペースシャワーTV                |
| 32       |          | 第一興商スターカラオケ            |
| 33       |          | ショップチャンネル                |
| 34       |          | 日経CNBC                          |
| 35       |          | 囲碁・将棋チャンネル              |
| 36       |          | 旅チャンネル                      |
| 37       |          | 大人の趣味と生活向上◆アクトオンTV |
| 38       |          | キッズステーション                |
| 39       |          | ファミリー劇場                    |
| 40       |          | スーパー!ドラマTV                 |
| 41       |          | チャンネルNECO                    |
| 42       |          | 時代劇専門チャンネル              |
| 43       |          | MUSIC ON! TV                      |
| 44       |          | LaLa TV                           |
| 45       |          | ゴルフネットワーク                |
| 46       |          | J sports 1                        |
| 47       |          | J sports 2                        |
| 48       |          | スカイ・A sports+                 |
| 51       |          | スター・チャンネルCS              |
| 53       |          | 衛星劇場                          |
| 54       |          | グリーンチャンネル                |

### ラジオ局
| MHz  | 放送局        |
| ---- | ------------- |
| 76.5 | FM CO・CO・LO |
| 78.0 | NHK神戸FM     |
| 80.2 | FM802         |
| 82.5 | Kiss-FM KOBE  |
| 85.1 | FM OSAKA      |